# Pavonia ciliata
Pavonia ciliata är en malvaväxtart som beskrevs av G.L. Esteves och A. Krapovickas. Pavonia ciliata ingår i släktet påfågelsmalvor, och familjen malvaväxter. Inga underarter finns listade i Catalogue of Life.